# Gran Premi del Canadà del 2012
El Gran Premi del Canadà de Fórmula 1 de la temporada 2012 s'ha disputat al Circuit Gilles Villeneuve de Mont-real, del 8 al 10 de juny del 2012.

## Resultats de la qualificació
| Pos                                    | No | Pilot              | Constructor           | Part 1   | Part 2   | Part 3   | Sortida |
| -------------------------------------- | -- | ------------------ | --------------------- | -------- | -------- | -------- | ------- |
| 1                                      | 1  | Sebastian Vettel   | Red Bull-Renault      | 1:14.661 | 1:14.187 | 1:13.784 | 1       |
| 2                                      | 4  | Lewis Hamilton     | McLaren-Mercedes      | 1:14.891 | 1:14.371 | 1:14.087 | 2       |
| 3                                      | 5  | Fernando Alonso    | Ferrari               | 1:14.916 | 1:14.314 | 1:14.151 | 3       |
| 4                                      | 2  | Mark Webber        | Red Bull-Renault      | 1:14.956 | 1:14.479 | 1:14.346 | 4       |
| 5                                      | 8  | Nico Rosberg       | Mercedes GP           | 1:15.098 | 1:14.568 | 1:14.411 | 5       |
| 6                                      | 6  | Felipe Massa       | Ferrari               | 1:15.194 | 1:14.641 | 1:14.465 | 6       |
| 7                                      | 10 | Romain Grosjean    | Lotus F1 Team-Renault | 1:15.163 | 1:14.627 | 1:14.645 | 7       |
| 8                                      | 11 | Paul di Resta      | Force India-Mercedes  | 1:15.019 | 1:14.639 | 1:14.705 | 8       |
| 9                                      | 7  | Michael Schumacher | Mercedes GP           | 1:14.892 | 1:14.480 | 1:14.812 | 9       |
| 10                                     | 3  | Jenson Button      | McLaren-Mercedes      | 1:14.799 | 1:14.680 | 1:15.182 | 10      |
| 11                                     | 14 | Kamui Kobayashi    | Sauber-Ferrari        | 1:15.101 | 1:14.688 |          | 11      |
| 12                                     | 9  | Kimi Räikkönen     | Lotus F1 Team-Renault | 1:14.995 | 1:14.734 |          | 12      |
| 13                                     | 12 | Nico Hülkenberg    | Force India-Mercedes  | 1:15.107 | 1:14.748 |          | 13      |
| 14                                     | 16 | Daniel Ricciardo   | Toro Rosso-Ferrari    | 1:15.552 | 1:15.078 |          | 14      |
| 15                                     | 15 | Sergio Pérez       | Sauber-Ferrari        | 1:15.326 | 1:15.156 |          | 15      |
| 16                                     | 19 | Bruno Senna        | Williams-Renault      | 1:14.995 | 1:15.170 |          | 16      |
| 17                                     | 18 | Pastor Maldonado   | Williams-Renault      | 1:14.979 | 1:15.231 |          | 221     |
| 18                                     | 20 | Heikki Kovalainen  | Caterham-Renault      | 1:16.263 |          |          | 17      |
| 19                                     | 21 | Vitali Petrov      | Caterham-Renault      | 1:16.482 |          |          | 18      |
| 20                                     | 17 | Jean-Éric Vergne   | Toro Rosso-Ferrari    | 1:16.602 |          |          | 19      |
| 21                                     | 22 | Pedro de la Rosa   | HRT-Cosworth          | 1:17.492 |          |          | 20      |
| 22                                     | 24 | Timo Glock         | Marussia-Cosworth     | 1:17.901 |          |          | 21      |
| 23                                     | 25 | Charles Pic        | Marussia-Cosworth     | 1:18.255 |          |          | 23      |
| 24                                     | 23 | Narain Karthikeyan | HRT-Cosworth          | 1:18.330 |          |          | 24      |
| Temps per la regla del 107% : 1:19.887 |    |                    |                       |          |          |          |         |
| Font:                                  |    |                    |                       |          |          |          |         |

Notes
^1  — Pastor Maldonado va ser penalitzat amb 5 posicions a la graella de sortida per haver canviat la caixa de canvi.

## Resultats de la Cursa
| Pos   | No | Pilot              | Constructor           | Voltes | Temps / Retirada | Pos.Sortida | Punts |
| ----- | -- | ------------------ | --------------------- | ------ | ---------------- | ----------- | ----- |
| 1     | 4  | Lewis Hamilton     | McLaren-Mercedes      | 70     | 1h 32' 29. 586   | 2           | 25    |
| 2     | 10 | Romain Grosjean    | Lotus F1 Team-Renault | 70     | + 2.513 s        | 7           | 18    |
| 3     | 15 | Sergio Pérez       | Sauber-Ferrari        | 70     | + 5.260 s        | 15          | 15    |
| 4     | 1  | Sebastian Vettel   | Red Bull-Renault      | 70     | + 7.295 s        | 1           | 12    |
| 5     | 5  | Fernando Alonso    | Ferrari               | 70     | + 13.411 s       | 3           | 10    |
| 6     | 8  | Nico Rosberg       | Mercedes GP           | 70     | + 13.842 s       | 5           | 8     |
| 7     | 2  | Mark Webber        | Red Bull-Renault      | 70     | + 15.085 s       | 4           | 6     |
| 8     | 9  | Kimi Räikkönen     | Lotus F1 Team-Renault | 70     | + 15.567 s       | 12          | 4     |
| 9     | 14 | Kamui Kobayashi    | Sauber-Ferrari        | 70     | + 24.432 s       | 11          | 2     |
| 10    | 6  | Felipe Massa       | Ferrari               | 70     | + 25.272 s       | 6           | 1     |
| 11    | 11 | Paul di Resta      | Force India-Mercedes  | 70     | + 37.693 s       | 8           |       |
| 12    | 12 | Nico Hülkenberg    | Force India-Mercedes  | 70     | + 46.236 s       | 13          |       |
| 13    | 18 | Pastor Maldonado   | Williams-Renault      | 70     | + 47.052 s       | 22          |       |
| 14    | 16 | Daniel Ricciardo   | Toro Rosso-Ferrari    | 70     | + 1' 04.475 min. | 14          |       |
| 15    | 17 | Jean-Éric Vergne   | Toro Rosso-Ferrari    | 69     | + 1 Volta        | 19          |       |
| 16    | 3  | Jenson Button      | McLaren-Mercedes      | 69     | + 1 Volta        | 10          |       |
| 17    | 19 | Bruno Senna        | Williams-Renault      | 69     | + 1 Volta        | 16          |       |
| 18    | 20 | Heikki Kovalainen  | Caterham-Renault      | 69     | + 1 Volta        | 17          |       |
| 19    | 21 | Vitali Petrov      | Caterham-Renault      | 69     | + 1 Volta        | 18          |       |
| 20    | 25 | Charles Pic        | Marussia-Cosworth     | 67     | + 3 Voltes       | 23          |       |
| Ret   | 24 | Timo Glock         | Marussia-Cosworth     | 56     | Frens            | 21          |       |
| Ret   | 7  | Michael Schumacher | Mercedes GP           | 43     | Hidràulics       | 9           |       |
| Ret   | 22 | Pedro de la Rosa   | HRT-Cosworth          | 24     | Frens            | 20          |       |
| Ret   | 23 | Narain Karthikeyan | HRT-Cosworth          | 22     | Frens            | 24          |       |
| Font: |    |                    |                       |        |                  |             |       |

## Classificació del mundial després de la cursa
| Pos | Pilot            | Punts |
| --- | ---------------- | ----- |
| 1   | Lewis Hamilton   | 88    |
| 2   | Fernando Alonso  | 86    |
| 3   | Sebastian Vettel | 85    |
| 4   | Mark Webber      | 79    |
| 5   | Nico Rosberg     | 67    |

| Pos | Constructor           | Punts |
| --- | --------------------- | ----- |
| 1   | Red Bull-Renault      | 164   |
| 2   | McLaren-Mercedes      | 133   |
| 3   | Lotus F1 Team-Renault | 108   |
| 4   | Ferrari               | 97    |
| 5   | Mercedes GP           | 69    |

- Nota: Només s'inclouen els 5 primers de cada classificació. Per veure-la completa aneu a Temporada 2012 de Fórmula 1

## Altres
- Pole: Sebastian Vettel 1' 13. 784

- Volta ràpida: Sebastian Vettel 1' 15. 752 (a la volta 70)